# Macaranga carolinensis
Macaranga carolinensis är en törelväxtart som beskrevs av Georg Ludwig August Volkens. Macaranga carolinensis ingår i släktet Macaranga och familjen törelväxter. Inga underarter finns listade i Catalogue of Life.